# Ban Bí thư Trung ương Đảng Cộng sản Việt Nam
Ban Bí thư Trung ương Đảng Cộng sản Việt Nam là một cơ quan do Ban Chấp hành Trung ương Đảng Cộng sản Việt Nam thành lập để giám sát việc thi hành chính sách hàng ngày của Đảng Cộng sản Việt Nam, quyết định một số vấn đề theo sự phân công của Ban Chấp hành Trung ương. Ban Bí thư được bầu bởi Ban Chấp hành Trung ương. Thành phần Ban Bí thư gồm có Tổng Bí thư, một số Bí thư do Ban Chấp hành Trung ương bầu trong số Ủy viên Ban Chấp hành Trung ương và một số Ủy viên Bộ Chính trị (do Bộ Chính trị phân công). Số lượng Bí thư do Ban Chấp hành Trung ương quyết định.

## Lịch sử
Ban Bí thư được thành lập lần đầu sau Hội nghị Trung ương lần thứ năm (3/1938) gồm Nguyễn Văn Cừ, Hà Huy Tập, Lê Hồng Phong nhưng chỉ tồn tại một thời gian. Ban Bí thư bắt đầu được thành lập lại từ nhiệm kỳ Trung ương sau Đại hội đại biểu toàn quốc lần thứ II (năm 1951) của Đảng Cộng sản Việt Nam và duy trì trong các nhiệm kỳ tiếp theo. Riêng nhiệm kỳ Đại hội đại biểu toàn quốc lần thứ VIII không thành lập Ban Bí thư mà thành lập Thường vụ Bộ Chính trị. Nhiệm kỳ của Ban Bí thư tương ứng với nhiệm kỳ của Ban Chấp hành Trung ương do các Đại hội đại biểu toàn quốc bầu ra.

## Chức năng, nhiệm vụ
Ban Bí thư là cơ quan lãnh đạo công việc hàng ngày của Đảng Cộng sản Việt Nam, thực hiện các nhiệm vụ sau:
- Chỉ đạo công tác xây dựng đảng và công tác quần chúng.
- Kiểm tra việc thực hiện các nghị quyết, chỉ thị của Đảng Cộng sản Việt Nam về kinh tế, xã hội, quốc phòng, an ninh, đối ngoại.
- Chỉ đạo sự phối hợp hoạt động của giữa các tổ chức trong hệ thống chính trị.
- Quyết định một số vấn đề tổ chức, cán bộ và một số vấn đề khác theo sự phân công của Ban Chấp hành Trung ương.
- Chỉ đạo hoặc kiểm tra việc chuẩn bị các vấn đề đưa ra Bộ Chính trị thảo luận và quyết định.

Trong lĩnh vực nhân sự, Ban Bí thư quyết định hay giới thiệu nhân sự các chức vụ quan trọng trong đảng, Nhà nước, đoàn thể, ngoài các chức danh do Ban Chấp hành Trung ương và Bộ Chính trị quyết định, theo phân cấp. Quyền hạn của các Bí thư Trung ương Đảng (Ủy viên Ban Bí thư) theo quy định của Đảng. Khác với Bộ Chính trị làm việc cơ bản theo nguyên tắc tập thể, Ban Bí thư làm việc theo nguyên tắc kết hợp chế độ tập thể với trách nhiệm cá nhân. Ngoài Tổng Bí thư và Thường trực Ban Bí thư giúp Tổng Bí thư điều hành công việc hàng ngày của Đảng, các Ủy viên Ban Bí thư khác phụ trách theo lĩnh vực. Ban Bí thư họp kín, biểu quyết theo quy định của Đảng.

## Cán bộ thuộc diện quản lý của Ban Bí thư
Theo Phụ lục 1 Quy định 105-QĐ/TW 2017 của Ban Chấp hành Trung ương Đảng Cộng sản Việt Nam về phân cấp quản lý cán bộ và bổ nhiệm, giới thiệu cán bộ ứng cử thì Ban Bí thư Trung ương Đảng Cộng sản Việt Nam không chỉ có quyền quyết định các chức danh trong Đảng Cộng sản Việt Nam (đảng ủy cấp dưới) mà còn quyết định các chức danh bên ngoài hệ thống Đảng Cộng sản Việt Nam, cụ thể quyết định:

### Giám đốc Đại học Quốc gia
Giám đốc: Đại học Quốc gia Hà Nội (ĐHQGHN), Đại học Quốc gia Thành phố Hồ Chí Minh (ĐHGQTP.HCM)

### Trung ương
- Phó Chủ nhiệm Văn phòng Chủ tịch nước; Trợ lý Chủ tịch nước, Trợ lý Thủ tướng Chính phủ; Phó Chủ tịch Hội đồng Dân tộc, phó chủ nhiệm các Ủy ban của Quốc hội; Phó Tổng Thư ký Quốc hội; Phó Chủ nhiệm Văn phòng Quốc hội; trưởng các ban thuộc Ủy ban Thường vụ Quốc hội; Viện trưởng Viện Nghiên cứu lập pháp thuộc Ủy ban Thường vụ Quốc hội; Phó Tổng Kiểm toán Nhà nước
- Thứ trưởng, phó thủ trưởng cơ quan ngang bộ; Phó Chủ nhiệm Văn phòng Chính phủ; Phó Viện trưởng Viện Kiểm sát nhân dân tối cao, Phó Chánh án Tòa án nhân dân tối cao; Tổng Giám đốc: Thông tấn xã Việt Nam, Đài Truyền hình Việt Nam, Đài Tiếng nói Việt Nam; thủ trưởng cơ quan thuộc Chính phủ.
- Phó Chủ tịch: Ủy ban Trung ương Mặt trận Tổ quốc Việt Nam, Tổng Liên đoàn Lao động Việt Nam, Hội Liên hiệp Phụ nữ Việt Nam, Hội Nông dân Việt Nam, Hội Cựu chiến binh Việt Nam.
- Chủ tịch hoặc Tổng Thư ký: Liên hiệp các Hội Văn học nghệ thuật Việt Nam, Liên hiệp các Hội Khoa học và Kỹ thuật Việt Nam, Liên hiệp các tổ chức hữu nghị Việt Nam, Hội Nhà văn Việt Nam, Hội Nhà báo Việt Nam, Hội Luật gia Việt Nam, Liên đoàn Luật sư Việt Nam, Hội Chữ Thập đỏ Việt Nam; Chủ tịch Liên đoàn Thương mại và Công nghiệp Việt Nam, Liên minh Hợp tác xã Việt Nam.

### Địa phương
Chủ tịch Hội đồng nhân dân; chủ tịch Ủy ban nhân dân các tỉnh, thành phố (trừ thành phố Hà Nội và Thành phố Hồ Chí Minh); trưởng đoàn đại biểu Quốc hội của tỉnh, thành phố.
Theo một lãnh đạo thành phố Đà Nẵng phát biểu trên báo Tuổi trẻ ngày 9 tháng 7 năm 2018 thì chức danh Chủ tịch Hội đồng nhân dân thành phố Đà Nẵng thuộc diện cán bộ do Ban Bí thư Trung ương Đảng Cộng sản Việt Nam quản lý. Hội đồng nhân dân thành phố Đà Nẵng sẽ bầu chức danh này nếu như họ nhận được thông báo ý kiến đồng ý của Ban Bí thư Trung ương.

### Lực lượng vũ trang
Thứ trưởng Bộ Quốc phòng, Phó Chủ nhiệm Tổng cục Chính trị, Phó tổng Tham mưu trưởng, Chính ủy, Chủ nhiệm các Tổng cục (trừ Tổng cục Chính trị), Chính ủy, Tổng cục trưởng; Chính ủy, Phó Chính ủy; Tư lệnh, Phó Tư lệnh, quân khu, quân chủng, Bộ đội Biên phòng; Chính ủy, Giám đốc Học viện Quốc phòng; Thứ trưởng Bộ Công an; Cục trưởng; Chính ủy, Tư lệnh Bộ tư lệnh.

### Chỉ định ủy viên Ban chấp hành Đảng bộ cấp tỉnh
Ngày 10 tháng 12 năm 2014, Ban Bí thư Trung ương Đảng Cộng sản Việt Nam đã chỉ định bổ sung Ủy viên BCH Đảng bộ tỉnh Đồng Tháp, nhiệm kỳ 2010 - 2015 đối với ông Nguyễn Hồng Hải - Chỉ huy trưởng Bộ Chỉ huy Quân sự tỉnh Đồng Tháp và ông Trần Văn Ngọc Vui - Bí thư Ban cán sự đảng, Viện trưởng Viện Kiểm sát nhân dân tỉnh Đồng Tháp, nâng số ủy viên BCH Đảng bộ tỉnh Đồng Tháp nhiệm kỳ 2010 - 2015 lên 52 người.

## Cơ cấu tổ chức
Số lượng thành viên (Ủy viên) Ban Bí thư do Ban Chấp hành Trung ương quyết định. Các Ủy viên này (kể cả Tổng Bí thư, Thường trực Ban Bí thư) thường được gọi là Bí thư Trung ương Đảng.
Ban Bí thư gồm có các thành viên sau: 
- Tổng Bí thư.
- Ủy viên Thường trực Ban Bí thư, gọi tắt là Thường trực Ban Bí thư, phụ trách và chủ trì những công việc hàng ngày.
- Các Bí thư Trung ương Đảng (do Ban Chấp hành Trung ương bầu trong số các thành viên Ban Chấp hành Trung ương hoặc do Bộ Chính trị phân công từ các thành viên Bộ Chính trị).
- Các chức vụ thường xuyên tham gia Ban Bí thư: Trưởng ban Tổ chức, Chủ nhiệm Ủy ban Kiểm tra, Trưởng ban Tuyên giáo và Dân vận, Chánh Văn phòng Trung ương Đảng, Chánh án Tòa án Nhân dân Tối cao, Chủ nhiệm Tổng cục chính trị Quân đội nhân dân Việt Nam.
- Các chức vụ không thường xuyên tham gia Ban Bí thư: Chủ tịch nước, Chủ tịch Quốc hội, Phó Chủ tịch nước, Phó Thủ tướng, Phó Chủ tịch Quốc hội, Trưởng ban Nội chính, Trưởng ban Chính sách, Chiến lược,...

Trong Ban Bí thư có bộ phận Thường trực Ban Bí thư (bao gồm Tổng Bí thư, Ủy viên Thường trực Ban Bí thư và một số Bí thư Trung ương Đảng khác nếu được phân công), là cơ cấu tổ chức trực thuộc, không nên nhầm lẫn với chức vụ Thường trực Ban Bí thư.
Hệ số lương của các thành viên Ban Bí thư (trừ Tổng Bí thư và Thường trực Ban Bí thư) thì thấp hơn Phó Chủ tịch nước, Chủ tịch Mặt trận Tổ quốc, bằng với Phó Thủ tướng, Phó Chủ tịch Quốc hội. Tuy nhiên tiêu chuẩn về nhà ở, độ tuổi tái cử lại cao hơn Phó Chủ tịch nước.

## Tiêu chuẩn Ủy viên Ban Bí thư
Căn cứ theo Quy định số 214-QĐ/TW 2020 của Bộ Chính trị về tiêu chuẩn chức danh, tiêu chí đánh giá cán bộ thuộc diện Ban Chấp hành Trung ương, Bộ Chính trị, Ban Bí thư quản lý thì Ủy viên Ban Bí thư phải có những tiêu chuẩn sau:

### Tiêu chuẩn chung
1.1- Về chính trị tư tưởng: Tuyệt đối trung thành với lợi ích của Đảng, của quốc gia - dân tộc và nhân dân; kiên định chủ nghĩa Mác - Lênin, tư tưởng Hồ Chí Minh, mục tiêu lý tưởng về độc lập dân tộc và chủ nghĩa xã hội. Có lập trường, quan điểm, bản lĩnh chính trị vững vàng để bảo vệ Cương lĩnh, đường lối của Đảng, Hiến pháp và pháp luật của Nhà nước và phản bác những luận điệu xuyên tạc của các thế lực thù địch, tổ chức phản động, phần tử cơ hội và bất mãn chính trị. Có tinh thần yêu nước nồng nàn, sâu sắc; luôn đặt lợi ích của Đảng, quốc gia - dân tộc, nhân dân trên lợi ích của ngành, địa phương, cơ quan và cá nhân; sẵn sàng hy sinh vì sự nghiệp cách mạng của Đảng, vì độc lập, tự do của Tổ quốc, vì hạnh phúc của nhân dân. Tuyệt đối chấp hành sự phân công của tổ chức, yên tâm công tác. Giữ nghiêm kỷ luật phát ngôn theo đúng nguyên tắc, quy định của Đảng.
1.2- Về đạo đức, lối sống: Mẫu mực về phẩm chất đạo đức; sống trung thực, khiêm tốn, chân thành, trong sáng, giản dị, bao dung; cần, kiệm, liêm chính, chí công vô tư. Tuyệt đối không tham vọng quyền lực, có nhiệt huyết và trách nhiệm cao với công việc; là trung tâm đoàn kết, gương mẫu về mọi mặt. Không tham nhũng, cơ hội, vụ lợi và kiên quyết đấu tranh ngăn chặn, đẩy lùi sự suy thoái về tư tưởng chính trị, đạo đức, lối sống, những biểu hiện "tự diễn biến", "tự chuyển hóa" trong nội bộ; chỉ đạo quyết liệt chống tệ quan liêu, tham nhũng, tiêu cực, lãng phí, cửa quyền và lợi ích nhóm; tuyệt đối không để người thân, người quen lợi dụng chức vụ, quyền hạn của mình để trục lợi. Thực hiện nghiêm các nguyên tắc tổ chức, kỷ luật của Đảng, nhất là nguyên tắc tập trung dân chủ, tự phê bình và phê bình; công khai, minh bạch, khách quan, dân chủ trong công tác cán bộ.
1.3- Về trình độ: Tốt nghiệp đại học trở lên; lý luận chính trị cử nhân hoặc cao cấp; quản lý nhà nước ngạch chuyên viên cao cấp; ngoại ngữ cử nhân hoặc trình độ B trở lên; trình độ tin học phù hợp.
1.4- Về năng lực và uy tín: Có tư duy đổi mới, tầm nhìn chiến lược; phương pháp làm việc khoa học; nhạy bén chính trị; có năng lực cụ thể hóa và lãnh đạo, chỉ đạo, tổ chức thực hiện có hiệu quả các chủ trương, đường lối của Đảng, chính sách, pháp luật của Nhà nước; có năng lực tổng kết thực tiễn, phát triển lý luận; có khả năng phân tích và dự báo tốt. Nắm chắc tình hình chung và hiểu biết sâu sắc về lĩnh vực, địa bàn, địa phương, cơ quan, đơn vị được phân công. Kịp thời phát hiện những mâu thuẫn, thách thức, thời cơ, vận hội, vấn đề mới, vấn đề khó, hạn chế, yếu kém trong thực tiễn; chủ động đề xuất những nhiệm vụ giải pháp có tính khả thi và hiệu quả. Năng động, sáng tạo, cần cù, chịu khó, dám nghĩ, dám làm, dám chịu trách nhiệm; có quyết tâm chính trị cao, dám đương đầu với khó khăn, thách thức; nói đi đôi với làm; gắn bó mật thiết với nhân dân và vì nhân dân phục vụ. Là hạt nhân quy tụ và phát huy sức mạnh tổng hợp của hệ thống chính trị; được cán bộ, đảng viên, quần chúng nhân dân tin tưởng, tín nhiệm cao.
1.5- Sức khỏe, độ tuổi và kinh nghiệm: Đủ sức khỏe để thực hiện nhiệm vụ; bảo đảm tuổi bổ nhiệm (theo quy định của Đảng, độ tuổi trước khi bổ nhiệm không quá 65 tuổi), giới thiệu ứng cử theo quy định của Đảng. Đã kinh qua và hoàn thành tốt chức trách, nhiệm vụ của chức danh lãnh đạo, quản lý chủ chốt cấp dưới trực tiếp; có nhiều kinh nghiệm thực tiễn.

### Tiêu chuẩn cụ thể
- Thật sự tiêu biểu, mẫu mực của Ban Chấp hành Trung ương về bản lĩnh chính trị, phẩm chất đạo đức, trí tuệ, ý chí chiến đấu, năng lực lãnh đạo, quản lý, ý thức tổ chức kỷ luật; không bị chi phối bởi sự can thiệp, sức ép bên ngoài và lợi ích nhóm.
- Hiểu biết sâu rộng tình hình đất nước, khu vực và thế giới; nhạy cảm về chính trị, nhạy bén về kinh tế, am hiểu sâu sắc về xã hội. Có ý thức, trách nhiệm cao, tham gia đóng góp, hoạch định đường lối, chính sách và phát hiện, đề xuất những vấn đề thực tiễn đặt ra để Ban Chấp hành Trung ương, Bộ Chính trị, Ban Bí thư thảo luận, quyết định.
- Đã tham gia Ban Chấp hành Trung ương trọn một nhiệm kỳ trở lên; đã kinh qua và hoàn thành xuất sắc nhiệm vụ ở các chức vụ lãnh đạo chủ chốt cấp tỉnh (bí thư tỉnh ủy, thành ủy; chủ tịch hội đồng nhân dân, chủ tịch ủy ban nhân dân tỉnh, thành phố) hoặc trưởng ban các ban, bộ, ngành, Mặt trận Tổ quốc, tổ chức chính trị - xã hội ở Trung ương. Trường hợp Ủy viên Bộ Chính trị, Ban Bí thư công tác trong Quân đội thì phải kinh qua chủ trì cấp Quân khu.[6]

## Danh sách Ủy viên Ban Bí thư các nhiệm kỳ

### Ban Bí thư khóa II (1951-1960)
| Ban Bí thư Trung ương Đảng Cộng sản Việt Nam | Ban Bí thư Trung ương Đảng Cộng sản Việt Nam | Ban Bí thư Trung ương Đảng Cộng sản Việt Nam | Ban Bí thư Trung ương Đảng Cộng sản Việt Nam |
| Thứ tự                                       | Tên                                          | Chức vụ Đảng và Nhà nước | Ghi chú |
| -------------------------------------------- | -------------------------------------------- | --- | --- |
| 1                                            | Trường Chinh                                 | Tổng Bí thư | Tháng 9/1956, từ chức Tổng Bí thư trong Hội nghị Trung ương về vấn đề sửa sai cải cách ruộng đất. Tháng 4/1958, được bổ nhiệm làm Phó Thủ tướng Chính phủ. Tại nhiệm Ban Bí thư đến 1958. |
| 2                                            | Lê Duẩn                                      | Ủy viên Bộ Chính trị | Thành viên Ban Bí thư từ 1951, trong điều chỉnh nhân sự Ban bí thư Hội nghị Trung ương 10 tháng 10 năm 1956 không có tên Ban Bí thư. Tháng 7/1957, được triệu hồi ra Bắc chủ trì công việc của Ban Bí thư. Bổ sung chính thức từ tháng 11/1958. |
| 3                                            | Phạm Văn Đồng                                | Ủy viên Bộ Chính trị, Phó Thủ tướng Chính phủ                                                                                                   | Từ tháng 9/1954, kiêm chức Bộ trưởng Ngoại giao. Từ tháng 9/1955, được bầu làm Thủ tướng Chính phủ. Tại nhiệm Ban Bí thư đến 1958. |
| 4                                            | Lê Văn Lương                                 | Ủy viên dự khuyết Bộ Chính trị, Trưởng ban tổ chức Trung ương                                                                                   | Từ tháng 9/1954, được bổ nhiệm làm Thứ trưởng Bộ Nội vụ. Tháng 9/1956, rút khỏi Bộ Chính trị, thôi nhiệm Ban Bí thư, bị giáng xuống làm Ủy viên dự khuyết Trung ương trong Hội nghị Trung ương về vấn đề sửa sai cải cách ruộng đất. Tháng 10/1956, miễn nhiệm Trưởng ban tổ chức Trung ương, được phân công làm Bí thư Khu ủy Tả ngạn. Tháng 7/1957, được rút về làm Phó trưởng ban Tổ chức Trung ương. Tháng 12/1959, được phân công làm Chánh Văn phòng Trung ương Đảng. |
| 5                                            | Nguyễn Duy Trinh                             | Chánh Văn phòng Trung ương Đảng | Bổ sung từ tháng 8/1955. Tháng 10/1956, được bầu bổ sung vào Bộ Chính trị thay Lê Văn Lương. Tháng 4 năm 1958, được bổ nhiệm làm Bộ trưởng Phủ Thủ tướng, tháng 1/1958, được bổ nhiệm làm Chủ nhiệm Ủy ban Kế hoạch Nhà nước. |
| 6                                            | Hồ Chí Minh                                  | Chủ tịch Đảng, Chủ tịch nước | Bổ sung và kiêm Tổng Bí thư từ tháng 10/1956. Thôi nhiệm Ban Bí thư từ tháng 11/1958. |
| 7                                            | Võ Nguyên Giáp                               | Ủy viên Bộ Chính trị, Bí thư Quân ủy Trung ương, Đại tướng, Tổng Tư lệnh Quân đội Nhân dân Việt Nam, Phó Thủ tướng kiêm Bộ trưởng Bộ Quốc phòng | Bổ sung từ tháng 10/1956. Thôi nhiệm Ban Bí thư từ tháng 11/1958. |
| 8                                            | Phạm Hùng                                    | Ủy viên Bộ Chính trị (từ tháng 10/1956), Phó Thủ tướng Chính phủ (từ tháng 4/1958)                                                              | Bổ sung từ tháng 11/1958. |
| 9                                            | Tố Hữu                                       | Trưởng ban Tuyên huấn Trung ương | Bổ sung từ tháng 11/1958. |
| 10                                           | Hoàng Anh                                    | Bộ trưởng Bộ Tài chính (từ tháng 6/1958) | Bổ sung từ tháng 11/1958. |

### Ban Bí thứ khóa III (1960-1976)
| Ban Bí thư Trung ương Đảng Cộng sản Việt Nam | Ban Bí thư Trung ương Đảng Cộng sản Việt Nam | Ban Bí thư Trung ương Đảng Cộng sản Việt Nam                                                                               | Ban Bí thư Trung ương Đảng Cộng sản Việt Nam |
| Thứ tự                                       | Tên                                          | Chức vụ Đảng và Nhà nước                                                                                                   | Ghi chú |
| -------------------------------------------- | -------------------------------------------- | --- | --- |
| 1                                            | Lê Duẩn                                      | Bí thư thứ nhất | Kiêm Trưởng ban Thống nhất Trung ương một thời gian ngắn |
| 2                                            | Phạm Hùng                                    | Ủy viên Bộ Chính trị, Phó Thủ tướng Chính phủ, Chủ nhiệm Văn phòng Nông nghiệp                                             | Thôi nhiệm Chủ nhiệm Văn phòng Nông nghiệp, được bổ nhiệm làm Chủ nhiệm Văn phòng Tài chính-Thương nghiệp từ tháng 1/1963. Tháng 4/1965, kiêm thêm chức Chủ nhiệm Ủy ban Vật giá Nhà nước. Tháng 4/1966, thôi nhiệm Chủ nhiệm Văn phòng Tài chính-Thương nghiệp, tháng 10 cùng năm thôi nhiệm Chủ nhiệm Ủy ban Vật giá Nhà nước. Tháng 10/1967, thôi nhiệm Phó Thủ tướng, vào Nam, giữ chức Bí thư Trung ương Cục miền Nam, kiêm Chính ủy các lực lượng vũ trang giải phóng miền Nam |
| 3                                            | Lê Đức Thọ                                   | Ủy viên Bộ Chính trị, Trưởng ban Tổ chức trung ương                                                                        | Kiêm chức Trưởng ban Miền Nam của Trung ương từ năm 1973. |
| 4                                            | Nguyễn Chí Thanh                             | Ủy viên Bộ Chính trị, Đại tướng Chủ nhiệm Tổng cục Chính trị Quân đội Nhân dân Việt Nam, Trưởng ban Nông nghiệp Trung ương | Tháng 10/1964, vào Nam đảm nhiệm chức Bí thư Trung ương Cục miền Nam, kiêm Chính ủy các lực lượng vũ trang giải phóng miền Nam. Qua đời ngày 6 tháng 7 năm 1967. |
| 5                                            | Hoàng Anh                                    | Bộ trưởng Bộ Tài chính, Chủ nhiệm Văn phòng Tài chính-Thương nghiệp                                                        | Thôi nhiệm Chủ nhiệm Văn phòng Tài chính-Thương nghiệp từ tháng tháng 1/1963. Được bổ nhiệm làm Bộ trưởng Bộ Nông nghiệp kiêm Chủ nhiệm Văn phòng Nông nghiệp tháng 4/1965. Thôi nhiệm Bộ trưởng tháng 11/1967 và Chủ nhiệm tháng 12/1969. Được bổ nhiệm Phó Thủ tướng kiêm Chủ nhiệm Ủy ban Nông nghiệp Trung ương tháng 4/1971. Thôi nhiệm Chủ nhiệm tháng 4/1974. |
| 5                                            | Tố Hữu                                       | Trưởng ban Tuyên huấn Trung ương, Chủ nhiệm Văn phòng Văn giáo                                                             | Thôi nhiệm Chủ nhiệm Văn phòng Văn giáo Chính phủ từ tháng 1/1963. |
| 6                                            | Lê Văn Lương                                 | Chánh Văn phòng Trung ương Đảng                                                                                            | Từ năm 1973, được phân công giữ chức Trưởng ban Tổ chức Trung ương thay cho Lê Đức Thọ. |
| 7                                            | Nguyễn Văn Trân                              | Bộ trưởng Bộ Công nghiệp nặng                                                                                              | Bổ sung tháng 1/1961. Tháng 2 năm 1967, miễn nhiệm chức vụ Bộ trưởng để tham gia Thường vụ Thành ủy Hà Nội. Được bầu giữ chức Bí thư Thành ủy Hà Nội từ 1968 đến năm 1974. |
| 8                                            | Xuân Thủy                                    | Trưởng ban Đối ngoại Trung ương Đảng, Bộ trưởng                                                                            | Bổ sung từ tháng 8/1968. |
| 9                                            | Nguyễn Côn                                   | Phó Thủ tướng kiêm Chủ nhiệm Ủy ban kế hoạch nhà nước                                                                      | Bổ sung |

### Ban Bí thư khóa IV (1976-1982)
| Ban Bí thư Trung ương Đảng Cộng sản Việt Nam | Ban Bí thư Trung ương Đảng Cộng sản Việt Nam | Ban Bí thư Trung ương Đảng Cộng sản Việt Nam                                          | Ban Bí thư Trung ương Đảng Cộng sản Việt Nam |
| Thứ tự                                       | Tên                                          | Chức vụ Đảng và Nhà nước                                                              | Ghi chú |
| -------------------------------------------- | -------------------------------------------- | ------------------------------------------------------------------------------------- | --- |
| 1                                            | Lê Duẩn                                      | Tổng bí thư                                                                           | Từ tháng 5/1978, kiêm nhiệm Bí thư Đảng ủy Quân sự Trung ương |
| 2                                            | Lê Đức Thọ                                   | Ủy viên Bộ Chính trị, Trưởng ban Tổ chức trung ương                                   | Được phân công làm Ủy viên Thường trực Bộ Chính trị, phụ trách công tác tổ chức. |
| 3                                            | Nguyễn Duy Trinh                             | Ủy viên Bộ Chính trị, Phó Thủ tướng Chính phủ kiêm Bộ trưởng Bộ Ngoại giao            | Được phân công làm Thường trực Ban Bí thư. Tháng 2/1980, thôi nhiệm Phó Thủ tướng Chính phủ kiêm Bộ trưởng Bộ Ngoại giao. Tháng 3/1980, thôi nhiệm Thường trực Ban Bí thư.                                                                                             |
| 4                                            | Nguyễn Văn Linh                              | Ủy viên Bộ Chính trị, Bí thư Thành ủy Thành phố Hồ Chí Minh                           | Thôi nhiệm Bí thư Thành ủy Thành phố Hồ Chí Minh, được phân công giữ chức Trưởng ban Cải tạo Xã hội Chủ nghĩa của Trung ương. Tháng 7/1978, chuyển sang giữ chức Trưởng ban Dân vận Mặt trận Trung ương. Tháng 12/1978, được bầu làm Chủ tịch Tổng Công đoàn Việt Nam. |
| 5                                            | Tố Hữu                                       | Ủy viên dự khuyết Bộ Chính trị, Trưởng ban Tuyên giáo Trung ương                      | Tháng 2/1980, được bổ nhiệm làm Phó Thủ tướng Chính phủ. Tháng 3/1980, trở thành Ủy viên chính thức Bộ Chính trị. |
| 6                                            | Xuân Thủy                                    | Trưởng ban Dân vận và Mặt trận Trung ương, Phó Chủ tịch Ủy ban Thường vụ Quốc hội     | Từ tháng 7/1981, được bầu làm Phó Chủ tịch Hội đồng Nhà nước kiêm Tổng Thư ký. |
| 7                                            | Nguyễn Lam                                   | Bí thư Thành ủy Hà Nội                                                                | Thôi nhiệm Bí thư Thành ủy Hà Nội, được phân công làm Trưởng ban Kinh tế Trung ương. |
| 8                                            | Song Hào                                     | Thượng tướng, Chủ nhiệm Tổng cục Chính trị, Phó BÍ thư Quân ủy Trung ương             | |
| 9                                            | Lê Quang Đạo                                 | Trung tướng, Phó Chủ nhiệm Tổng cục Chính trị, Ủy viên thường trực Quân ủy Trung ương | Được chuyển sang giữ chức Phó Bí thư Thành ủy kiêm Chính ủy Bộ Chỉ huy Quân sự thành phố Hà Nội từ tháng 6/1978. |
| 10                                           | Trần Quốc Hoàn                               | Ủy viên Bộ Chính trị, Bộ trưởng Bộ Nội vụ                                             | Bổ sung từ tháng 3/1980 |
| 11                                           | Lê Thanh Nghị                                | Ủy viên Bộ Chính trị, Phó Thủ tướng Chính phủ                                         | Bổ sung và được phân công Thường trực Ban Bí thư từ tháng 3/1980. |
| 12                                           | Hoàng Tùng                                   | Phó trưởng Ban Tuyên huấn Trung ương của Đảng Cộng sản Việt Nam                       | Bổ sung và được phân công Trưởng ban Tuyên huấn Trung ương, Tổng Biên tập Báo Nhân dân từ tháng 3/1980. |

### Ban Bí thư khóa V (1982-1986)
| Ban Bí thư Trung ương Đảng Cộng sản Việt Nam | Ban Bí thư Trung ương Đảng Cộng sản Việt Nam | Ban Bí thư Trung ương Đảng Cộng sản Việt Nam                                                                        | Ban Bí thư Trung ương Đảng Cộng sản Việt Nam |
| Thứ tự                                       | Tên                                          | Chức vụ Đảng và Nhà nước                                                                                            | Ghi chú |
| -------------------------------------------- | -------------------------------------------- | --- | --- |
| 1                                            | Lê Duẩn                                      | Tổng bí thư, Bí thư Đảng ủy Quân sự Trung ương                                                                      | Thôi nhiệm Bí thư Đảng ủy Quân sự Trung ương từ tháng 7/1985. Mất tháng 7/1986 khi đương nhiệm. |
| 2                                            | Lê Đức Thọ                                   | Ủy viên Thường trực Bộ Chính trị, Trưởng ban Chính trị Đặc biệt, Phó Chủ tịch Ủy ban Quốc phòng của Đảng            | Được phân công phụ trách tư tưởng, nội chính và ngoại giao, giữ chức Chủ tịch Ủy ban Quốc phòng của Đảng từ tháng 3/1983.                                                                              |
| 3                                            | Võ Chí Công                                  | Ủy viên Bộ Chính trị, Phó Chủ tịch Hội đồng Bộ trưởng                                                               | Thôi nhiệm Phó Chủ tịch Hội đồng Bộ trưởng, được phân công Thường trực Ban Bí thư. Đến tháng 6/1986, thôi nhiệm Thường trực Ban Bí thư, một lần nữa được bổ nhiệm làm Phó Chủ tịch Hội đồng Bộ trưởng. |
| 4                                            | Nguyễn Đức Tâm                               | Ủy viên Bộ Chính trị, Trưởng Ban Tổ chức Trung ương                                                                 | |
| 5                                            | Nguyễn Lam                                   | Phó Chủ tịch Hội đồng Bộ trưởng, Trưởng ban Kinh tế Trung ương                                                      | Thôi nhiệm Phó Chủ tịch Hội đồng Bộ trưởng từ tháng 4/1982. |
| 6                                            | Lê Quang Đạo                                 | Trung tướng, Phó Bí thư Thành ủy kiêm Chính ủy Bộ Chỉ huy Quân sự thành phố Hà Nội, Trưởng ban Khoa giáo Trung ương | Thôi nhiệm quân đội và Thành ủy Hà Nội, được phân công phụ trách công tác dân vận và khoa giáo. |
| 7                                            | Hoàng Tùng                                   | Trưởng ban Tuyên huấn Trung ương, Tổng Biên tập Báo Nhân dân                                                        | |
| 8                                            | Nguyễn Thanh Bình                            | Trưởng ban phân phối lưu thông của Trung ương Đảng                                                                  | Được phân công phụ trách nông nghiệp. Tháng 10 năm 1986 được phân công giữ chức Bí thư Thành ủy Hà Nội.                                                                                                |
| 9                                            | Trần Kiên                                    | Bí thư Tỉnh ủy Nghĩa Bình, Trưởng ban Kiểm tra Trung ương                                                           | Thôi nhiệm Bí thư Tỉnh ủy Nghĩa Bình từ tháng 5/1982. |
| 10                                           | Trần Xuân Bách                               | Chánh Văn phòng Trung ương Đảng                                                                                     | |
| 11                                           | Nguyễn Văn Linh                              | Bí thư Thành ủy Thành phố Hồ Chí Minh, Ủy viên Bộ Chính trị (bầu bổ sung từ tháng 6/1985)                           | Bổ sung và phân công Thường trực Ban Bí thư từ tháng 6/1986. |

### Ban Bí thư khóa VI (1986-1991)
| Ban Bí thư Trung ương Đảng Cộng sản Việt Nam | Ban Bí thư Trung ương Đảng Cộng sản Việt Nam | Ban Bí thư Trung ương Đảng Cộng sản Việt Nam                              | Ban Bí thư Trung ương Đảng Cộng sản Việt Nam |
| Thứ tự                                       | Tên                                          | Chức vụ Đảng và Nhà nước                                                  | Ghi chú |
| -------------------------------------------- | -------------------------------------------- | ------------------------------------------------------------------------- | --- |
| 1                                            | Nguyễn Văn Linh                              | Tổng bí thư, Bí thư Đảng ủy Quân sự Trung ương                            | |
| 2                                            | Đỗ Mười                                      | Ủy viên Bộ Chính trị, Phó Chủ tịch Hội đồng Bộ trưởng.                    | Được phân công Thường trực Ban Bí thư. Thôi nhiệm Ban Bí thư, được bầu làm Chủ tịch Hội đồng Bộ trưởng từ tháng 6 năm 1988                                                               |
| 3                                            | Nguyễn Đức Tâm                               | Ủy viên Bộ Chính trị, Trưởng Ban Tổ chức Trung ương                       | |
| 4                                            | Trần Xuân Bách                               | Ủy viên Bộ Chính trị, Trưởng ban Đối ngoại Trung ương                     | Được phân công làm Trưởng Ban Tuyên huấn Trung ương từ tháng 5/1988. Bị kỷ luật, phải thôi nhiệm ở Bộ Chính trị, Ban Bí thư và Ban Chấp hành Trung ương từ tháng 3/1990.                 |
| 5                                            | Đào Duy Tùng                                 | Ủy viên dự khuyết Bộ Chính trị                                            | Được bổ sung chính thức vào Bộ Chính trị, được phân công làm Trưởng Ban Tuyên huấn Trung ương từ tháng 3/1990.                                                                           |
| 6                                            | Trần Kiên                                    | Trưởng ban Kiểm tra Trung ương                                            | |
| 7                                            | Lê Phước Thọ                                 | Trưởng ban Nông nghiệp Trung ương                                         | |
| 8                                            | Nguyễn Quyết                                 | Thượng tướng, Phó Chủ nhiệm Tổng cục Chính trị Quân đội Nhân dân Việt Nam | Được bầu làm Phó Chủ tịch Hội đồng Nhà nước từ tháng 4/1987. Được phân công giữ chức Chủ nhiệm Tổng cục Chính trị Quân đội Nhân dân Việt Nam từ tháng 11/1987, thăng Đại tướng năm 1990. |
| 9                                            | Đàm Quang Trung                              | Thượng tướng, Tư lệnh Quân khu 1                                          | Được bầu làm Phó Chủ tịch Hội đồng Nhà nước kiêm Chủ tịch Hội đồng Dân tộc từ tháng 4/1987.                                                                                              |
| 10                                           | Vũ Oanh                                      | Trưởng ban dân vận Trung ương                                             | Được bầu bổ sung vào Bộ Chính trị từ tháng 12/1993. |
| 11                                           | Nguyễn Khánh                                 | Chánh Văn phòng Trung ương Đảng Cộng sản Việt Nam                         | Được bổ nhiệm giữ chức Phó Chủ tịch kiêm Tổng Thư ký Hội đồng Bộ trưởng từ tháng 2/1987.                                                                                                 |
| 12                                           | Trần Quyết                                   | Trung tướng, Thứ trưởng Bộ Nội vụ                                         | Thôi nhiệm công an và được bầu làm Viện trưởng Viện Kiểm sát Nhân dân Tối cao từ tháng 6/1987.                                                                                           |
| 13                                           | Trần Quốc Hương                              | Trưởng ban Nội chính Trung ương                                           | |
| 14                                           | Phạm Thế Duyệt                               | Chủ tịch Tổng Công đoàn Việt Nam                                          | Được chỉ định làm Bí thư Thành ủy Hà Nội từ tháng 10/1988. |
| 15                                           | Nguyễn Thanh Bình                            | Ủy viên Bộ Chính trị, Bí thư Thành ủy Hà Nội                              | Thôi nhiệm Bí thư Thành ủy Hà Nội, bổ sung và phân công Thường trực Ban Bí thư từ tháng 10/1988.                                                                                         |

### Ban Bí thư khóa VII (1991-1996)
| Ban Bí thư Trung ương Đảng Cộng sản Việt Nam | Ban Bí thư Trung ương Đảng Cộng sản Việt Nam | Ban Bí thư Trung ương Đảng Cộng sản Việt Nam                                                              | Ban Bí thư Trung ương Đảng Cộng sản Việt Nam |
| Thứ tự                                       | Tên                                          | Chức vụ Đảng và Nhà nước                                                                                  | Ghi chú |
| -------------------------------------------- | -------------------------------------------- | --- | --- |
| 1                                            | Đỗ Mười (1917-2018)                          | Tổng bí thư, Bí thư Đảng ủy Quân sự Trung ương, Chủ tịch Hội đồng Bộ trưởng                               | Thôi chức Chủ tịch Hội đồng Bộ trưởng từ tháng 7/1991. |
| 2                                            | Lê Đức Anh (1920-2019)                       | Ủy viên Bộ Chính trị, Đại tướng, Bộ trưởng Bộ Quốc phòng                                                  | Được phân công làm Thường trực Bộ Chính trị Ban Bí thư. Thôi nhiệm Thường trực Ban Bí thư và Bộ trưởng Bộ Quốc phòng và được bầu làm Chủ tịch nước từ tháng 9/1992. |
| 3                                            | Đào Duy Tùng (1924-1998)                     | Ủy viên Bộ Chính trị, Trưởng Ban Tuyên huấn Trung ương                                                    | Được phân công làm Thường trực Bộ Chính trị Ban Bí thư từ tháng 9/1992. Thôi nhiệm Thường trực Ban Bí thư từ tháng 12/1993                                          |
| 4                                            | Lê Phước Thọ (1927-2023)                     | Ủy viên Bộ Chính trị, Trưởng Ban Tổ chức Trung ương                                                       | |
| 5                                            | Nguyễn Hà Phan (1933-2019)                   | Trưởng ban Kinh tế Trung ương, Phó chủ tịch Quốc hội                                                      | Được bầu bổ sung vào Bộ Chính trị từ tháng 12/1993, được phân công làm Thường trực Ban Bí thư. Bị khai trừ Đảng và tước mọi chức vụ Nhà nước từ tháng 4/1996.       |
| 6                                            | Hồng Hà (1928-2011)                          | Trưởng ban Đối ngoại Trung ương                                                                           | |
| 7                                            | Nguyễn Đình Tứ (1932-1996)                   | Chủ nhiệm Ủy ban Khoa học, Công nghệ và Môi trường của Quốc hội, Trưởng ban Ban Khoa giáo Trung ương Đảng | |
| 8                                            | Trương Mỹ Hoa (1945-)                        | Chủ tịch Hội Liên hiệp Phụ nữ Việt Nam                                                                    | |
| 9                                            | Đỗ Quang Thắng (1927-2009)                   | Chủ nhiệm Ủy ban Kiểm tra Trung ương                                                                      | Được bầu bổ sung vào Bộ Chính trị từ tháng 12/1993. |
| 10                                           | Lê Khả Phiêu (1931-2020)                     | Trung tướng Chủ nhiệm Tổng cục Chính trị Quân đội Nhân dân Việt Nam                                       | Bổ sung tháng 6/1992, được bầu bổ sung vào Bộ Chính trị từ tháng 1/1994.                                                                                            |

### Thường vụBộ Chính trịkhóa VIII (1996-2001)
| Thường vụ Bộ Chính trị Ban Chấp hành Trung ương Đảng Cộng sản Việt Nam | Thường vụ Bộ Chính trị Ban Chấp hành Trung ương Đảng Cộng sản Việt Nam | Thường vụ Bộ Chính trị Ban Chấp hành Trung ương Đảng Cộng sản Việt Nam | Thường vụ Bộ Chính trị Ban Chấp hành Trung ương Đảng Cộng sản Việt Nam |
| Thứ tự                                                                 | Tên                                                                    | Chức vụ Đảng và Nhà nước                                               | Ghi chú |
| ---------------------------------------------------------------------- | ---------------------------------------------------------------------- | ---------------------------------------------------------------------- | --- |
| 1                                                                      | Đỗ Mười (1917-2018)                                                    | Tổng Bí thư, Bí thư Đảng ủy Quân sự Trung ương                         | Thôi giữ chức Tổng Bí thư, Bí thư Đảng ủy Quân sự Trung ương, Ủy viên Bộ Chính trị từ tháng 12/1997. |
| 2                                                                      | Lê Đức Anh (1920-2019)                                                 | Chủ tịch nước                                                          | Thôi giữ chức Chủ tịch nước từ tháng 9/1997 và chức Ủy viên Bộ Chính trị từ tháng 12/1997. |
| 3                                                                      | Võ Văn Kiệt (1922-2008)                                                | Thủ tướng Chính phủ                                                    | Thôi giữ chức Thủ tướng Chính phủ từ tháng 9/1997 và chức Ủy viên Bộ Chính trị từ tháng 12/1997. |
| 4                                                                      | Lê Khả Phiêu (1931-2020)                                               | Thượng tướng, Chủ nhiệm Tổng cục Chính trị Quân đội Nhân dân Việt Nam  | Phân công Thường trực Bộ Chính trị. Đến tháng 12/1997, được bầu làm Tổng Bí thư, Bí thư Đảng ủy Quân sự Trung ương. Thôi chức Chủ nhiệm Tổng cục Chính trị Quân đội Nhân dân Việt Nam từ tháng 1/1998   |
| 5                                                                      | Nguyễn Tấn Dũng (1949-)                                                | Thứ trưởng Bộ Nội vụ                                                   | Thôi chức Thứ trưởng Bộ Nội vụ, được phân công giữ chức Trưởng ban Kinh tế Trung ương từ tháng 6/1996 và được bổ nhiệm làm Phó Thủ tướng tháng 9/1997. Thôi nhiệm Thường vụ Bộ Chính trị tháng 12/1997. |
| 6                                                                      | Nông Đức Mạnh (1940-)                                                  | Chủ tịch Quốc hội                                                      | Bổ sung từ tháng 1/1998 |
| 7                                                                      | Phan Văn Khải (1933-2018)                                              | Thủ tướng Chính phủ (từ tháng 9/1997)                                  | Bổ sung từ tháng 1/1998. |
| 8                                                                      | Trần Đức Lương (1937-)                                                 | Chủ tịch nước (từ tháng 9/1997)                                        | Bổ sung từ tháng 1/1998. |
| 9                                                                      | Phạm Thế Duyệt (1936-)                                                 | Trưởng ban Dân vận Trung ương                                          | Bổ sung từ tháng 1/1998, được phân công Thường trực Bộ Chính trị. |

### Ban Bí thư khóa IX (2001-2006)
| Ban Bí thư Trung ương Đảng Cộng sản Việt Nam | Ban Bí thư Trung ương Đảng Cộng sản Việt Nam | Ban Bí thư Trung ương Đảng Cộng sản Việt Nam                      | Ban Bí thư Trung ương Đảng Cộng sản Việt Nam                                                                                   |
| Thứ tự                                       | Tên                                          | Chức vụ Đảng và Nhà nước                                          | Ghi chú |
| -------------------------------------------- | -------------------------------------------- | ----------------------------------------------------------------- | --- |
| 1                                            | Nông Đức Mạnh (1940-)                        | Tổng Bí thư, Bí thư Đảng ủy Quân sự Trung ương, Chủ tịch Quốc hội | Thôi giữ chức Chủ tịch Quốc hội từ tháng 6/2001.                                                                               |
| 2                                            | Lê Hồng Anh (1949-)                          | Ủy viên Bộ Chính trị, Chủ nhiệm Ủy ban Kiểm tra Trung ương        | Thôi nhiệm vụ Ban Bí thư và Chủ nhiệm Ủy ban Kiểm tra Trung ương và chuyển sang giữ chức Bộ trưởng Bộ Công an từ tháng 1/2002. |
| 3                                            | Nguyễn Văn An (1937-)                        | Ủy viên Bộ Chính trị                                              | Thôi nhiệm vụ Ban Bí thư và chuyển sang giữ chức Chủ tịch Quốc hội từ tháng 6/2001.                                            |
| 4                                            | Trần Đình Hoan (1939-2010)                   | Ủy viên Bộ Chính trị                                              | Phân công Thường trực Ban Bí thư. Đến tháng 7/2001, chuyển sang giữ chức Trưởng Ban Tổ chức Trung ương                         |
| 5                                            | Nguyễn Khoa Điềm (1943-)                     | Ủy viên Bộ Chính trị, Trưởng Ban Tư tưởng - Văn hóa Trung ương    | |
| 6                                            | Lê Văn Dũng (1945-)                          | Trung tướng, Tổng Tham mưu trưởng Quân đội Nhân dân Việt Nam      | Chuyển sang giữ chức Chủ nhiệm Tổng cục Chính trị Quân đội Nhân dân Việt Nam từ tháng 5/2001.                                  |
| 7                                            | Tòng Thị Phóng (1954-)                       | Phó Chủ tịch Hội đồng Dân tộc của Quốc hội                        | Được phân công Trưởng Ban Dân vận Trung ương từ tháng 9/2002                                                                   |
| 8                                            | Trương Vĩnh Trọng (1942-2021)                | Bí thư Tỉnh ủy Đồng Tháp                                          | Được phân công Trưởng ban Nội chính Trung ương từ tháng 4/2001.                                                                |
| 9                                            | Vũ Khoan (1937-2023)                         | Bộ trưởng Bộ Thương mại                                           | Được bổ nhiệm làm Phó Thủ tướng từ tháng 8/2002.                                                                               |
| 10                                           | Phan Diễn (1937-)                            | Ủy viên Bộ Chính trị                                              | Bổ sung tháng 1/2002. Phân công Thường trực Ban Bí thư thay ông Trần Đình Hoan.                                                |
| 11                                           | Nguyễn Văn Chi (1945-)                       | Trưởng ban Bảo vệ Chính trị nội bộ Trung ương                     | Bổ sung tháng 1/2003, được phân công giữ chức Chủ nhiệm Ủy ban Kiểm tra Trung ương                                             |

### Ban Bí thư khóa X (2006- 2011)
| Ban Bí thư Trung ương Đảng Cộng sản Việt Nam | Ban Bí thư Trung ương Đảng Cộng sản Việt Nam | Ban Bí thư Trung ương Đảng Cộng sản Việt Nam                                                       | Ban Bí thư Trung ương Đảng Cộng sản Việt Nam                                                              |
| Thứ tự                                       | Tên                                          | Chức vụ Đảng và Nhà nước                                                                           | Ghi chú                                                                                                   |
| -------------------------------------------- | -------------------------------------------- | -------------------------------------------------------------------------------------------------- | --- |
| 1                                            | Nông Đức Mạnh (1940-)                        | Tổng Bí thư, Bí thư Đảng ủy Quân sự Trung ương                                                     | |
| 2                                            | Trương Tấn Sang (1949-)                      | Ủy viên Bộ Chính trị, Trưởng ban Kinh tế Trung ương                                                | Thôi chức Trưởng ban Kinh tế Trung ương và chuyển sang giữ chức Thường trực Ban Bí thư từ tháng 5/2006.   |
| 3                                            | Nguyễn Văn Chi (1945-)                       | Ủy viên Bộ Chính trị, Chủ nhiệm Chủ nhiệm Ủy ban Kiểm tra Trung ương                               | |
| 4                                            | Tô Huy Rứa (1947-)                           | Trưởng Ban Tư tưởng - Văn hóa Trung ương (đến 4/2007) Trưởng Ban Tuyên giáo Trung ương (từ 4/2007) | Được bầu bổ sung vào Bộ Chính trị từ tháng 1/2009.                                                        |
| 5                                            | Phạm Quang Nghị (1949-)                      | Ủy viên Bộ Chính trị                                                                               | Thôi nhiệm vụ trong Ban Bí thư, chuyển sang giữ chức Bí thư Thành ủy Hà Nội kể từ tháng 8/2006.           |
| 6                                            | Trương Vĩnh Trọng (1942-2021)                | Ủy viên Bộ Chính trị, Trưởng ban Nội chính Trung ương                                              | Được bổ nhiệm làm Phó Thủ tướng Chính phủ từ tháng 6/2006                                                 |
| 7                                            | Lê Văn Dũng (1945-)                          | Đại tướng, Chủ nhiệm Tổng cục Chính trị Quân đội Nhân dân Việt Nam                                 | |
| 8                                            | Tòng Thị Phóng (1954-)                       | Trưởng Ban Dân vận Trung ương                                                                      | Thôi chức Trưởng Ban Dân vận Trung ương và được bầu làm Phó Chủ tịch Thường trực Quốc hội từ tháng 7/2007 |
| 9                                            | Hồ Đức Việt (1947-2013)                      | Ủy viên Bộ Chính trị, Trưởng Ban Tổ chức Trung ương                                                | Bổ sung từ tháng 8/2006 thay cho Phạm Quang Nghị.                                                         |
| 10                                           | Ngô Văn Dụ (1947-)                           | Chánh Văn phòng Trung ương Đảng                                                                    | Bổ sung tháng 1/2009                                                                                      |
| 11                                           | Hà Thị Khiết (1950-)                         | Trưởng Ban Dân vận Trung ương                                                                      | Bổ sung tháng 1/2009                                                                                      |

### Ban Bí thư khóa XI (2011- 2016)
Ban Bí thư khóa XI gồm 11 người, 5 do Ban Chấp hành Trung ương Đảng Cộng sản Việt Nam khoá XI bầu và 6 do Bộ Chính trị Ban Chấp hành Trung ương Đảng Cộng sản Việt Nam phân công.
| Ban Bí thư Trung ương Đảng Cộng sản Việt Nam | Ban Bí thư Trung ương Đảng Cộng sản Việt Nam | Ban Bí thư Trung ương Đảng Cộng sản Việt Nam                                                                                   | Ban Bí thư Trung ương Đảng Cộng sản Việt Nam |
| Thứ tự                                       | Tên                                          | Chức vụ Đảng và Nhà nước | Ghi chú                                      |
| -------------------------------------------- | -------------------------------------------- | --- | -------------------------------------------- |
| 1                                            | Nguyễn Phú Trọng (1944-)                     | Tổng Bí thư Ban chấp hành Trung ương Đảng Cộng sản Việt Nam, Bí thư Quân ủy Trung ương                                         | [ 8 ]                                        |
| 2                                            | Trương Tấn Sang (1949-)                      | Ủy viên Bộ Chính trị, Thường trực Ban Bí thư, sau được bầu Ủy viên Thường vụ Quân ủy Trung ương, Chủ tịch nước CHXHCN Việt Nam | [ 8 ]                                        |
| 3                                            | Lê Hồng Anh (1949-)                          | Ủy viên Bộ Chính trị, phụ trách công tác nội chính, sau được phân công Thường trực Ban Bí thư Trung ương Đảng                  | [ 8 ]                                        |
| 4                                            | Tô Huy Rứa (1947-)                           | Ủy viên Bộ Chính trị, Trưởng ban Tổ chức Trung ương                                                                            | [ 8 ]                                        |
| 5                                            | Ngô Văn Dụ (1947-)                           | Ủy viên Bộ Chính trị, Chủ nhiệm Ủy ban Kiểm tra Trung ương                                                                     | [ 8 ]                                        |
| 6                                            | Đinh Thế Huynh (1953-)                       | Ủy viên Bộ Chính trị, Trưởng ban Tuyên giáo Trung ương, Chủ tịch Hội đồng Lý luận Trung ương                                   | [ 8 ]                                        |
| 7                                            | Ngô Xuân Lịch (1954-)                        | Đại tướng, Ủy viên Thường vụ Quân ủy Trung ương Chủ nhiệm Tổng cục Chính trị Quân đội Nhân dân Việt Nam                        | [ 9 ]                                        |
| 8                                            | Trương Hòa Bình (1955-)                      | Chánh án Tòa án Nhân dân Tối cao Việt Nam                                                                                      | [ 9 ]                                        |
| 9                                            | Hà Thị Khiết (1950-)                         | Trưởng Ban Dân vận Trung ương                                                                                                  | [ 9 ]                                        |
| 10                                           | Trần Quốc Vượng (1953-)                      | Chánh Văn phòng Trung ương Đảng                                                                                                | Bầu bổ sung từ 05/2013                       |
|                                              | Nguyễn Thị Kim Ngân (1954-)                  | Ủy viên Bộ Chính trị, Phó Chủ tịch Quốc hội khóa XIII                                                                          | Thôi tham gia Ban Bí thư từ 05/2013          |

### Ban Bí thư khóa XII (2016- 2021)
Bộ Chính trị sẽ phân công một số Ủy viên Bộ Chính trị tham gia Ban Bí thư. Tại Hội nghị lần thứ nhất, Ban Chấp hành Trung ương khóa XII đã bầu 3 người vào Ban Bí thư.
| Ban Bí thư Trung ương Đảng Cộng sản Việt Nam | Ban Bí thư Trung ương Đảng Cộng sản Việt Nam | Ban Bí thư Trung ương Đảng Cộng sản Việt Nam                                                                     | Ban Bí thư Trung ương Đảng Cộng sản Việt Nam |
| Thứ tự                                       | Tên                                          | Chức vụ Đảng và Nhà nước                                                                                         | Ghi chú                                      |
| -------------------------------------------- | -------------------------------------------- | --- | -------------------------------------------- |
| 1                                            | Nguyễn Phú Trọng (1944 - 2024)               | Tổng Bí thư, Chủ tịch nước, Bí thư Quân ủy Trung ương                                                            |                                              |
|                                              | Đinh Thế Huynh (1953-)                       | Ủy viên Bộ Chính trị, Thường trực Ban Bí thư (đến tháng 3/2018)                                                  | Nghỉ chữa bệnh từ 08/2017                    |
| 2                                            | Trần Quốc Vượng (1953-)                      | Ủy viên Bộ Chính trị, Chủ nhiệm Ủy ban Kiểm tra Trung ương (đến 5/2018) Thường trực Ban Bí thư (từ tháng 3/2018) | [ 11 ] [ 12 ]                                |
| 3                                            | Phạm Minh Chính (1958-)                      | Ủy viên Bộ Chính trị, Trưởng ban Tổ chức Trung ương                                                              |                                              |
| 4                                            | Võ Văn Thưởng (1970-)                        | Ủy viên Bộ Chính trị, Trưởng ban Tuyên giáo Trung ương                                                           |                                              |
| 5                                            | Trương Thị Mai (1958-)                       | Ủy viên Bộ Chính trị, Trưởng ban Dân vận Trung ương                                                              |                                              |
| 6                                            | Nguyễn Văn Bình (1961-)                      | Ủy viên Bộ Chính trị, Trưởng ban Kinh tế Trung ương                                                              |                                              |
| 7                                            | Lương Cường (1957-)                          | Đại tướng, Ủy viên Thường vụ Quân ủy Trung ương, Chủ nhiệm Tổng cục Chính trị Quân đội Nhân dân Việt Nam.        |                                              |
| 8                                            | Nguyễn Văn Nên (1957-)                       | Chánh Văn phòng Trung ương Đảng (đến 10/2020), Bí thư Thành ủy Thành phố Hồ Chí Minh (từ 10/2020)                |                                              |
| 9                                            | Nguyễn Hòa Bình (1958-)                      | Chánh án Tòa án Nhân dân Tối cao                                                                                 |                                              |
| 10                                           | Phan Đình Trạc (1958-)                       | Trưởng Ban Nội chính Trung ương                                                                                  | Bầu bổ sung từ 10/2017                       |
| 11                                           | Nguyễn Xuân Thắng (1957-)                    | Giám đốc Học viện Chính trị Quốc gia Hồ Chí Minh, Chủ tịch Hội đồng Lý luận Trung ương                           | Bầu bổ sung từ 10/2017                       |
| 12                                           | Trần Thanh Mẫn (1962-)                       | Chủ tịch Ủy ban Trung ương Mặt trận Tổ quốc Việt Nam                                                             | Bầu bổ sung từ 05/2018                       |
| 13                                           | Trần Cẩm Tú (1961-)                          | Chủ nhiệm Ủy ban Kiểm tra Trung ương (từ tháng 5/2018)                                                           | Bầu bổ sung từ 05/2018                       |

### Ban Bí thư khóa XIII (2021 - 2026)
Bộ Chính trị sẽ phân công một số Ủy viên Bộ Chính trị tham gia Ban Bí thư. Tại Hội nghị lần thứ nhất, Ban Chấp hành Trung ương khóa XIII đã bầu 5 người vào Ban Bí thư.
| Ban Bí thư Trung ương Đảng Cộng sản Việt Nam | Ban Bí thư Trung ương Đảng Cộng sản Việt Nam | Ban Bí thư Trung ương Đảng Cộng sản Việt Nam                               | Ban Bí thư Trung ương Đảng Cộng sản Việt Nam |
| Thứ tự                                       | Tên                                          | Chức vụ                                                                    | Ghi chú                                      |
| Đương nhiệm                                  | Đương nhiệm                                  | Đương nhiệm                                                                | Đương nhiệm                                  |
| -------------------------------------------- | -------------------------------------------- | -------------------------------------------------------------------------- | -------------------------------------------- |
| 1                                            | Tô Lâm (1957-)                               | Tổng Bí thư, Bí thư Quân ủy Trung ương                                     | Được bầu ngày 03 tháng 8 năm 2024            |
| 2                                            | Trần Cẩm Tú (1961-)                          | Ủy viên Bộ Chính trị, Thường trực Ban Bí thư (từ 25/10/2024)               | [ 17 ]                                       |
| 3                                            | Phan Đình Trạc (1958-)                       | Ủy viên Bộ Chính trị, Trưởng ban Nội chính Trung ương                      | [ 18 ]                                       |
| 4                                            | Lê Minh Hưng (1970-)                         | Ủy viên Bộ Chính trị, Trưởng ban Tổ chức Trung ương                        | [ 19 ]                                       |
| 5                                            | Nguyễn Trọng Nghĩa (1962-)                   | Ủy viên Bộ Chính trị, Trưởng ban Tuyên giáo và Dân vận Trung ương          | [ 19 ]                                       |
| 6                                            | Đỗ Văn Chiến (1962-)                         | Ủy viên Bộ Chính trị, Chủ tịch Ủy ban Trung ương Mặt trận Tổ quốc Việt Nam | [ 19 ]                                       |
| 7                                            | Nguyễn Duy Ngọc (1964-)                      | Ủy viên Bộ Chính trị, Chủ nhiệm Ủy ban Kiểm tra Trung ương                 | Bầu bổ sung từ 8/2024                        |
| 8                                            | Lê Hoài Trung (1961-)                        | Chánh Văn phòng Trung ương Đảng                                            | Bầu bổ sung từ 10/2023                       |
| 9                                            | Lê Minh Trí (1960-)                          | Chánh án Tòa án nhân dân tối cao                                           | Bầu bổ sung từ 8/2024                        |
| 10                                           | Trịnh Văn Quyết (1966-)                      | Đại tướng, Chủ nhiệm Tổng cục Chính trị Quân đội Nhân dân Việt Nam         | Bầu bổ sung từ 8/2024                        |
| 11                                           | Trần Lưu Quang (1967-)                       | Trưởng ban Chính sách, Chiến lược Trung ương                               | Bầu bổ sung từ 1/2025                        |
| Thôi tham gia                                |                                              |                                                                            |                                              |
|                                              | Lương Cường (1957-)                          | Ủy viên Bộ Chính trị, Chủ tịch nước                                        | Thôi tham gia Ban bí thư từ 10/2024          |
|                                              | Võ Văn Thưởng (1970-)                        | Ủy viên Bộ Chính trị, Chủ tịch nước                                        | Thôi tham gia Ban Bí thư từ 03/2023          |
|                                              | Bùi Thị Minh Hoài (1965-)                    | Ủy viên Bộ Chính trị, Bí thư Thành ủy Hà Nội                               | Thôi tham gia Ban Bí thư từ 07/2024          |
|                                              | Nguyễn Hoà Bình (1958-)                      | Ủy viên Bộ Chính trị, Phó Thủ tướng Thường trực Chính phủ                  | Thôi tham gia Ban Bí thư từ 2/2025           |
| Thôi chức vụ                                 |                                              |                                                                            |                                              |
|                                              | Trương Thị Mai (1958-)                       |                                                                            | Thôi chức từ 05/2024                         |
|                                              | Lê Minh Khái (1964-)                         |                                                                            | Thôi chức từ 08/2024                         |
| Đã qua đời                                   |                                              |                                                                            |                                              |
|                                              | Nguyễn Phú Trọng (1944-2024)                 | Tổng Bí thư                                                                | Đã qua đời 7/2024                            |